# Biljakt

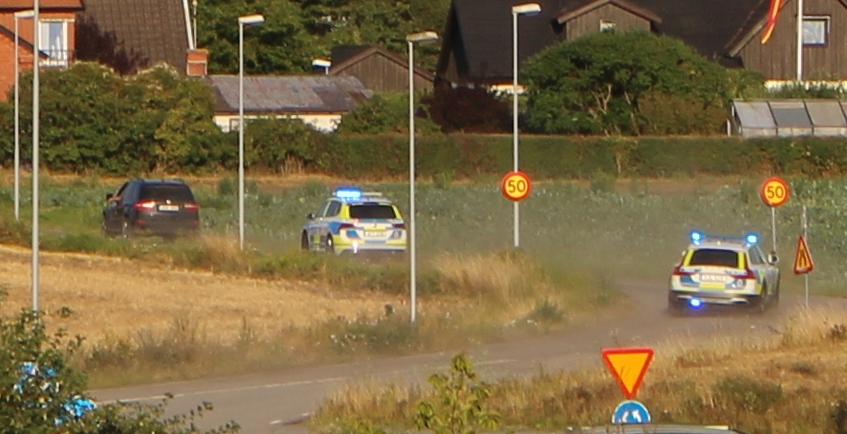
Bild av biljakt i Sverige med två polisbilar.

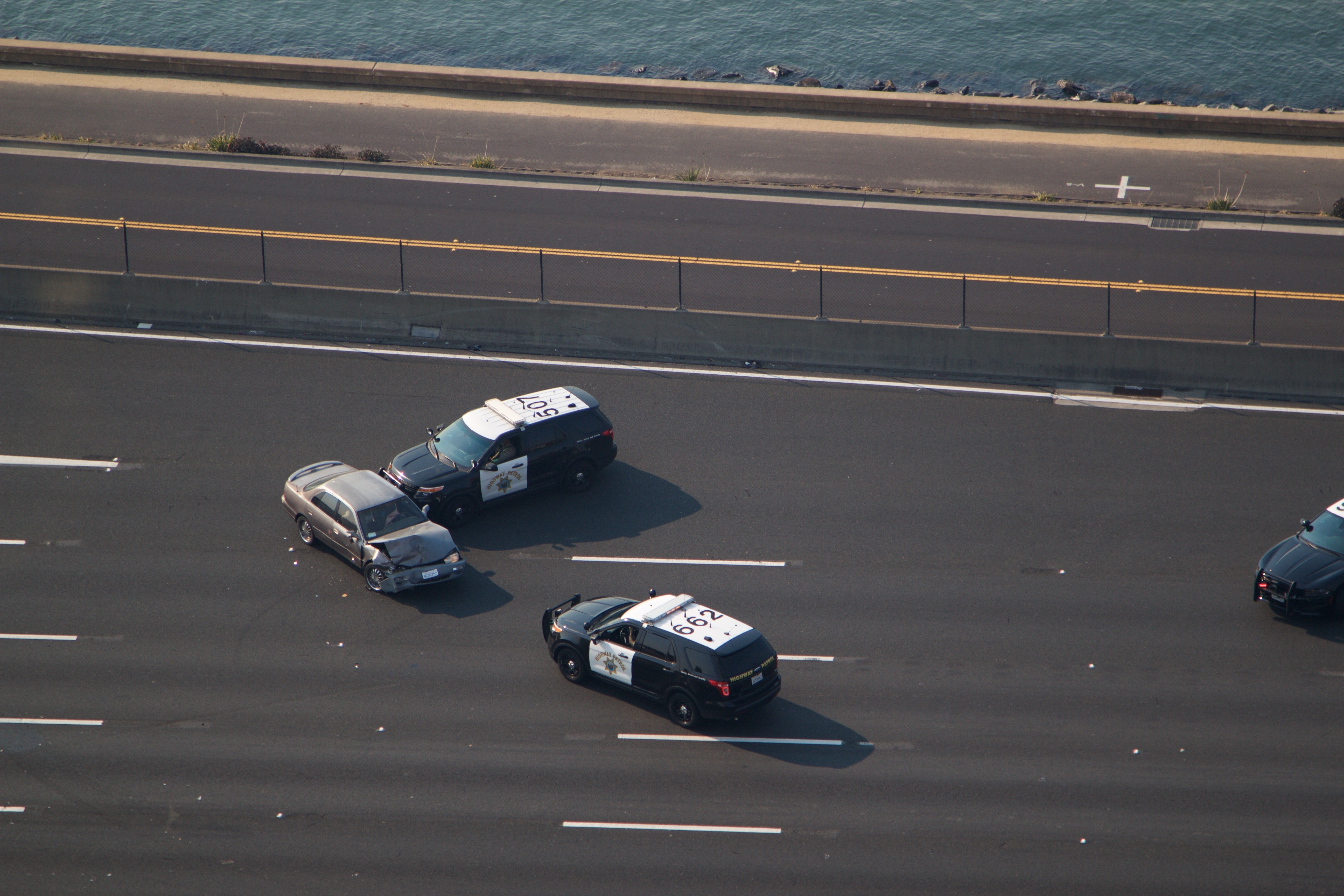
Biljakt där den jagade stoppats av California Highway Patrol (CHP).

Biljakt är då två eller flera bilar jagar varandra. Till exempel när polis jagar en brottsling med bil, vilket ofta filmas av andra polisbilar eller polishelikopter.
I filmer förekommer biljakt ofta, och är populärt.

## I verkligheten
Biljakter i verkligheten är i de allra flesta fall olagliga, eftersom en biljakt vanligtvis innefattar fortkörning och brott mot trafikregler. I Los Angeles videofilmas många biljakter med polis, med nyhetshelikoptern redo att spela in händelse. Polisen brukar använda PIT-manövern, och stoppa bilar med en spikmatta. I Sverige filmas biljakter oftast av civila polisbilar, som ofta har en videokamera monterad.

## På film
Även om biljakter på film skildrats tidigt, sågs den första moderna biljakten i filmen Bullitt 1968. Jakten var i denna film längre och snabbare än tidigare, och kamerorna var placerade så att publiken kände som om de satt i bilen. Moderna biljakter innehåller ofta stuntkörning och trickfilmningar, så att det skiljer sig från i verkligheten. Några exempel:
- Bilen hoppar över öppen klaffbro eller utför en ramp - i verkligheten skulle bilen demoleras vid nedslaget och passagerarna skadas.
- Bilen krockar hårt och passagerarna stiger ur oskadda - dessa hade troligen skadat sig i verkligheten.
- Bilen kör ner för en trappa - i verkligheten skulle hjulupphängningen skadas och bilen skulle ev. fastna.
- Bilen kör under något lågt och taket slits av - de flesta bilar har för stark takstomme, bilen fastnar.
- Bilarna sicksackar i mycket hög fart emellan andra bilar på trånga gator - i verkligheten skulle de troligtvis krocka ganska snabbt.

## Kända filmer med biljakter
- Flera fall i filmerna om James Bond

- Pongo och de 101 dalmatinerna (1961)
- En ding, ding, ding, ding värld (1963)
- Grand Prix (1966)
- Bullitt (1968)
- Den vilda biljakten (1969)
- Duellen (1971)
- French Connection – Lagens våldsamma män (1971)
- Fortare än döden (1971)
- Jakten mot nollpunkten (1971)
- Kuppen (1971)
- En smart stöt, Steve! (1972)
- Go’dag yxskaft? (1972)
- The Seven-Ups - undre världens skräck (1973)
- Magnum Force (1973)
- Läskiga Mary, knäppa Larry (1974)
- Blåst på 60 sekunder (1974)
- McQ (1974)
- Sugarland Express (1974)
- Djävulsrallyt (1975)
- Känn draget! (1976)
- Bland bovar och banditer (1976)
- Blazing Magnum (1976)
- Nu blåser vi snuten (1977)
- Blåst till tusen (1977)
- Driver (1978)
- Mad Max (1979)
- Nu blåser vi snuten igen (1980)
- The Blues Brothers (1980)
- Bilskojarna (1980)
- The Road Warrior (1981)
- Nu blåser vi snuten 3 (1983)
- Terminator (1984)
- Fletch (1985)
- Mad Max bortom Thunderdome (1985)
- Änglarnas stad - Los Angeles (1985)
- Colors (1988)
- Dödligt vapen 2 (1989)
- Speed Zone (1989)
- Short Time (1990)
- Terminator 2 - Domedagen (1991)
- Dödligt vapen 3 (1992)
- Joshua Tree (1993)
- Striking Distance (1993)
- The Chase (1994)
- Bad Boys (1995)
- Die Hard – Hämningslöst (1995)
- Carpool (1996)
- The Rock (1996)
- Breakdown (1997)
- Black Dog (1998)
- Blues Brothers 2000 (1998)
- Dödligt vapen 4 (1998)
- Ronin (1998)
- Gone in 60 Seconds (2000 - Remake)
- The Fast and the Furious (2001)
- The Hire (2001 - TV-serie)
- The Bourne Identity (2002)
- The Transporter (2002)
- 2 Fast 2 Furious (2003)
- Bad Boys 2 (2003)
- Terminator 3: Rise of the Machines (2003)
- The Italian Job (2003 - Remake)
- The Matrix Reloaded (2003)
- Starsky & Hutch (2004)
- The Bourne Supremacy (2004)
- Batman Begins (2005)
- The Dukes of Hazzard (2005)
- The Island (2005)
- Transporter 2 (2005)
- The Fast and the Furious: Tokyo Drift (2006)
- Stormbreaker (2006)
- Death Proof (2007)
- Set It Off (1996)
- Redline (2007)
- The Hitcher (2007 - remake)
- The Bourne Ultimatum (2007)